# Eva Simons
Eva Simons (Amsterdam, 25 aprile 1984) è una cantante e personaggio televisivo olandese di origini surinamesi.
Dopo la vittoria del talent show Popstars come membro delle Raffish, intraprende la carriera da solista dal 2009, ottenendo successo internazionale grazie al singolo Silly Boy e alle collaborazioni This Is Love con Will.i.am, Take Over Control del connazionale Afrojack. Grazie a quest'ultima collaborazione vince un BMI Award. Durante la sua carriera ha sfoggiato una cresta imponente, elegante ed altissima.
Nel corso della sua carriera ha inoltre aperto i concerti di Beyoncé, collaborato con gli LMFAO, Nicky Romero, Chris Brown, Zedd e partecipato come giudice e coach a X Factor e Idol

## Biografia
Nata da una famiglia appassionata di musica, Eva Simons ha debuttato nei primissimi anni duemila cantando alcuni jingle pubblicitari olandesi.
Ha raggiunto il successo nel 2004 quando, insieme ad altre quattro ragazze, ha ottenuto la vittoria all'edizione olandese del talent show Popstars ed è entrata nel gruppo musicale Raffish, con il quale ha pubblicato l'album How Raffish Are You? e tre singoli, Plaything, Thursday's Child e Let Go, di cui il primo ha raggiunto il vertice della classifica dei singoli nei Paesi Bassi.
Dopo lo scioglimento del gruppo, avvenuto nel 2006, è tornata sulle scene musicali nel 2009 partecipando come cantante alla versione olandese di Ballando con le stelle e X Factor. Nello stesso anno debutta come solista con un primo singolo prodotto dalla EMI Records, Silly Boy, inizialmente realizzato per Rihanna e Lady Gaga  dopo lo scandalo delle percosse sulla cantante barbadiana con Chris Brown. Il brano riscuote molto successo particolarmente su Internet facendo registrare un particolare numero di contatti del video musicale su YouTube, ottenendo buoni risultati nelle classifiche dei paesi nei quali è stato diffuso, tra cui Germania, Belgio e Australia.
Nell'estate del 2010 collabora col dj producer Afrojack per realizzare il singolo electro dance Take Over Control, pubblicato in digitale nei Paesi Bassi il 14 agosto 2010, e il 22 settembre 2010 sempre in digitale anche nel resto del mondo. La collaborazione riscuoterà successo in tutto il mondo, raggiungendo le prime posizioni delle classifiche dance statunitense e britannica, esordendo nelle maggiori classifiche internazionali, tra cui Billboard Hot 100 alla posizione 41, dove arriva a vendere oltre un milione di copie.  A dicembre del 2011 ha rivelato alla rivista OK! che il nuovo album si chiamerà Eva-lution e la maggior parte delle tracce saranno prodotte da Afrojack e Zedd, sebbene non venne pubblicato. Nello stesso anno collabora con i LMFAO nella traccia Best Night , accompagnandoli successivamente nel Sorry For Party Rocking Tour.
A fine marzo 2012 collabora con DJ Apster nella traccia I Need More e rilascia il singolo I Don't Like You, prodotto dalla nuova casa discografica Interscope Records. Il brano riscuote un discreto successo negli Stati Uniti, esordendo alla prima posizione della US Hot Dance Club Songs. Nello stesso periodo collabora con Will.i.am nel singolo This Is Love, poi inserito nell'album del rapper #willpower. La collaborazione riscuote ampio successo internazionale, esordendo alla prima posizione in oltre dieci classifiche, incluso Regno Unito, Irlanda ed Australia, vendendo oltre 600.000 copie in tutto il mondo. Nello stesso anno viene nominata agli MTV Europe Music Awards come Miglior cantante olandese e riceve ai BMI Awards il premio come compositrice per il brano This is Love.
Nel 2013 viene scelta da Beyoncé come cantante che la accompagnerà nelle date del The Mrs. Carter Show World Tour nel Paesi Bassi. Durante i concerti presenta il nuovo singolo Chemistry, in collaborazione con una campagna pubblicitaria della Pepsi nel paese natale della cantante. Nello stesso anno è presente nel cast di X Factor come mentore e coach. Nel 2014 sposa il compagno Sidney Samson e viene scelta per recitare nel film olandese Heksen Bestaan Niet.
Nel 2015 pubblica alcuni singoli, tra cui Policeman con l'artista giamaicano Konshens, che riceve un discreto successo in Europa, esordendo nelle Top10 di Paesi Bassi, Belgio e Francia, ottenendo successivamente la certidicazione di disco d'oro in Germania, con oltre 200,000 copie vendute. Tra il 2016 e il 2017 fa parte del cast di giudici del talent show Idol.
Nel 2017 Eva Simons sottoscrive un contratto discografico con la Powerhouse Music, pubblicando i singoli Guaya e Avalon. Dopo il brano The One pubblicato nel 2018, rilascia il singolo Like That con la casa discografica Spinnin' Records il 25 gennaio 2019.

## Vita privata
Nel 2014 si sposa con il disc jockey Sidney Samson, da cui divorzia nel 2016.

## Discografia

### Come solista

#### Singoli
- 2009 - Silly Boy
- 2012 - I Don't Like You
- 2012 - Renegade
- 2015 - Policeman (feat. Konshens)
- 2016 - Escape From Love (con Sidney Samson)
- 2017 - Guaya
- 2017 - Avalon
- 2018 - The One
- 2019 -  Like That
- 2020 -  Blessing
- 2020 -  Christmas Will Be Better Next Year
- 2021 -  BEBE
- 2021 -  BAILA

#### Singoli ospite
- 2010 - Take Over Control (con Afrojack)
- 2012 - This Is Love (con will.i.am)

#### Altre collaborazioni
- 2009 - Pass Out (con Chris Brown)
- 2010 - Mr & Mrs Smith (con M. Pokora)
- 2010 - What Do They Know (con i Roll Deep)
- 2010 - Pressure in the Club (con DJ Snake)
- 2011 - Best Night (con LMFAO, will.i.am e GoonRock)
- 2012 - I Need More (con DJ Apster)
- 2012 - Electric Bass (con MaRina)
- 2012 - Party Like An Animal (con will.i.am e Redfoo)
- 2012 - Bulletproof (con Doctor P)
- 2014 - Celebrate the rain (con Sidney Samson)
- 2016 - Heartbeat (con Richard Orlinski)
- 2018 - ONE + ONE (con Made In June)
- 2019 - Pienso En El Momento (con Juan Magán, David Marley)

## Filmografia

### Film
- Heksen Bestaan (2014)

### Programmi televisivi
- Popstars (2003-2004) - concorrente
- X Factor (2012-2013) - coach
- Idol (2016-2017) - giudice